# 영국의 행정 구역

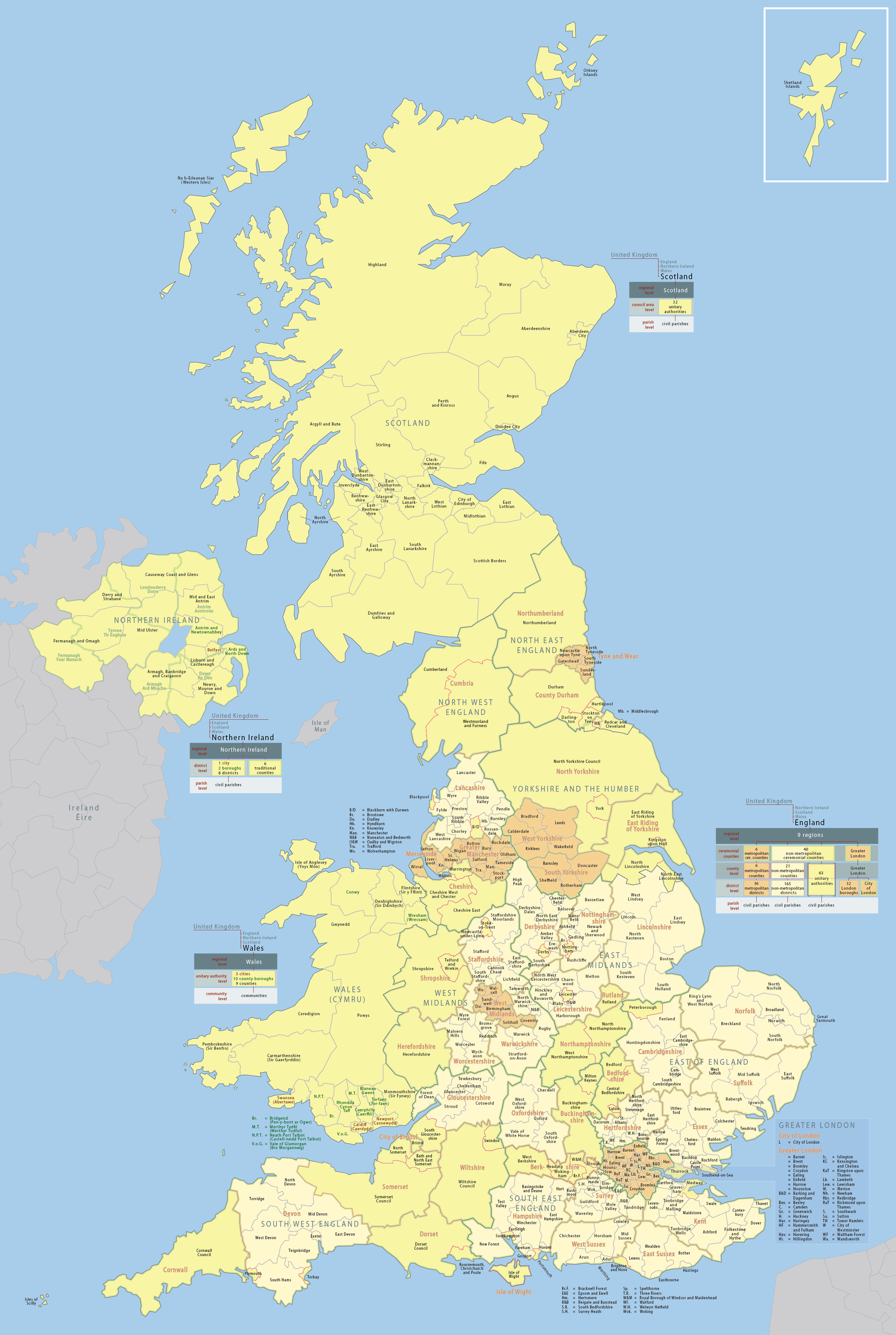
영국 전역의 모든 행정구역 경계를 표시한 지도. 도시의 행정구 단위까지 나누었다.

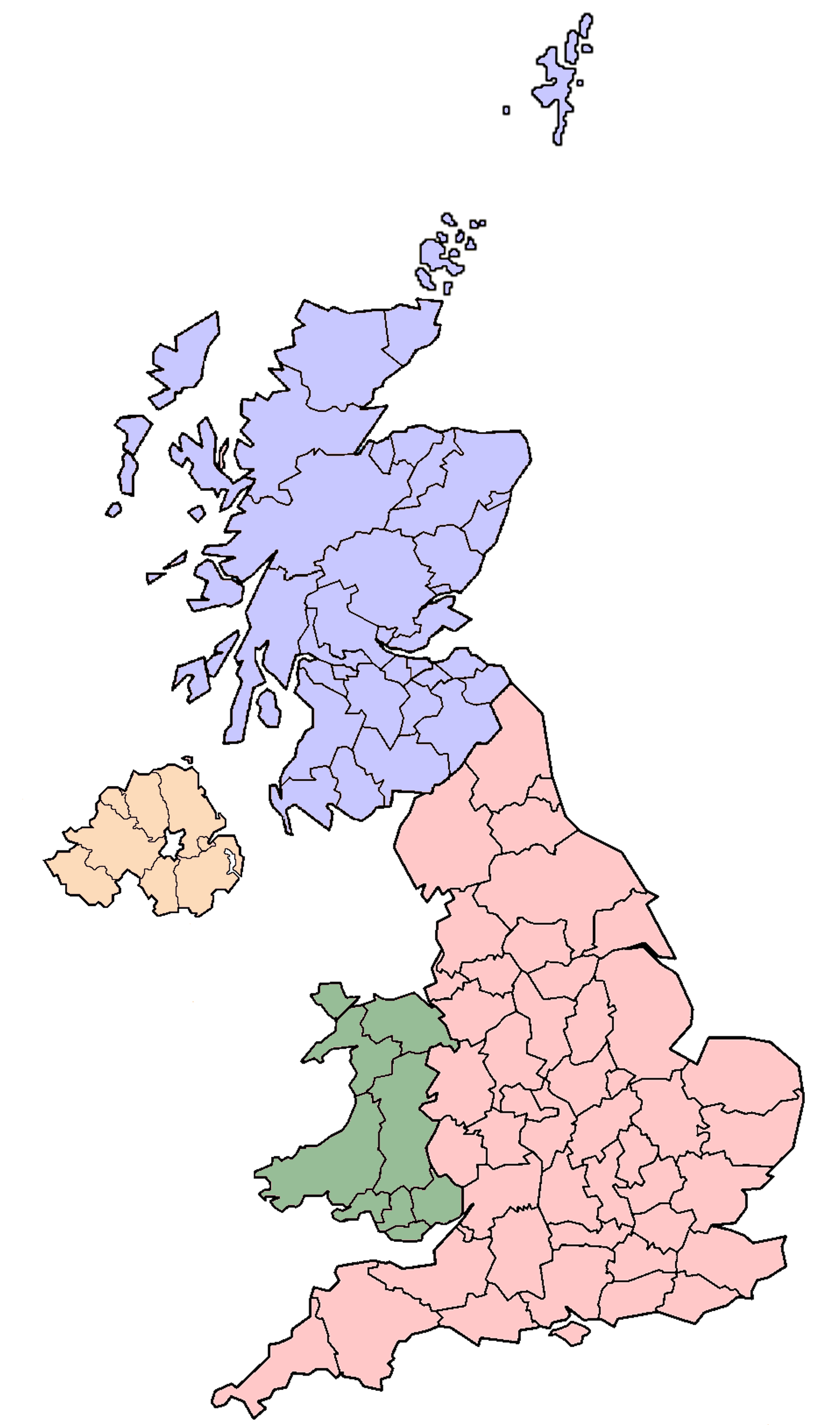
전국 공통으로 적용되는 행정구역 중 하나인 주지사 구역을 나타낸 지도. 주지사란 군주가 지방에 의례적으로 파견하는 대리인을 말한다.
잉글랜드의 전례주
북아일랜드의 주지사 구역
스코틀랜드의 주지사 구역
웨일스의 보호주

영국의 행정 구역은 비교적 복잡하게 구성되어 있다. 어떤 한 체계로 통일되어 있지 않으며, 서로 중복되는 행정구역도 존재한다. 기본적으로 영국은 잉글랜드, 스코틀랜드, 북아일랜드, 웨일스의 네 구성국으로 이뤄진 연합왕국이며, 각 구성국마다 고유의 지방 행정 체계와 지역 구분 체계를 갖고 있다. 이 때문에 사실상 영국에는 "전국을 아우르는 통합 행정구역 체계가 없다"고 봐도 무방하다.
이렇게 된 이유는 영국 헌법이 특정 문서로 성문화되어 있지 않은 데다 연합왕국의 성립도 까다로운 과정을 거쳐 왔기 때문에, 각 구성국마다 정립된 지역 구분 체계와 각각의 명칭이 상이했기 때문이다. 심지어 이 '구성국'이라는 명칭도 헌법상에 규정된 것이 아니라 일상에서 용인된 표현으로, 영국 스포츠 업계에서는 홈 네이션스라는 표현을 쓰기도 한다. 이들 네 구성국은 사법상으로나 행정상으로나 중요한 지역 구분법으로 쓰이지만, 정작 다른 국가의 행정구역과 동일한 위치에 놓고 비교하기엔 어려움이 있다.
옛날 영국에서는 나라에서 정한 카운티와 교회에서 정한 사목구를 행정구역으로 삼았다. 영국 의회가 출현하고 나서는 워드 (ward)와 선거구가 정치적 목적의 행정 구역으로 사용되었다. 그밖에도 오늘날까지 사용되는 행정구역 구분법으로는 국왕의 대리인인 주지사가 파견되는 주지사 구역 (Lieutenancy areas), 통계 목적으로 사용되는 NUTS:UK와 ISO 3166-2:GB 체계를 꼽을 수 있다.

## 개요

### 구성국의 역사
영국의 구성국 개념은 연합왕국의 성립과 연관이 있다. 이전에는 별개의 독립국이었던 잉글랜드 왕국 (웨일스 공국)과 스코틀랜드 왕국이 통일을 위한 일련의 연합 조약을 맺고, 1707년 연합법 제정으로 그레이트브리튼 왕국이 건국된 것이다. 이후에는 아일랜드 왕국이 1800년 연합법으로 흡수되어 그레이트브리튼 아일랜드 연합왕국이 탄생했다. 1922년 아일랜드가 아일랜드 자유국으로 독립하였으나 북아일랜드는 연합왕국에 남게 되면서 그레이트브리튼 북아일랜드 연합 왕국이 되었고 지금까지 이어져 오는 것이다.
1282년 잉글랜드 국왕 에드워드 1세가 웨일스를 정복한 이후 러들랜 법이 제정되어, 기존의 웨일스 법령을 제한하되 폐지하지는 않은 상태로 남아 있었다. 하지만 1535년과 1542년 제정된 웨일스 법률에 관한 법에 따라 웨일스의 법령은 잉글랜드의 법령 체계에 공식적으로 흡수되었다. 이 때문에 잉글랜드와 웨일스는 잉글랜드법이라는 사법 체제를 공유한다는 의미에서 잉글랜드 웨일스라는 하나의 지역으로 아울러 취급하기도 한다. 반면 스코틀랜드와 북아일랜드는 스코틀랜드법, 북아일랜드법이라는 별개의 사법 체제로 구분된다.
북아일랜드는 1920년 아일랜드 정부법 제정으로 영국 역사상 최초의 자치정부인 북아일랜드 의회를 수립한 지역이 되었다. 1972년 북아일랜드 의회가 해산되면서 북아일랜드는 영국 중앙정부의 직접 통치를 받게 되고, 분쟁 기간 동안 자치 의회를 세우려는 시도를 여럿 거쳐, 1998년 북아일랜드 의회가 다시 개원하여 오늘에 이르고 있다. 이처럼 북아일랜드는 복잡한 역사를 지닌 탓에 그 지위를 바라보는 시각도 사뭇 달라지게 되었다. 영국과의 연합을 중시하는 연합파와 영국 평론가들은 북아일랜드를 한 '지방' (Province)이라 부르지만, 아일랜드의 온전한 독립을 중시하는 국민파는 그런 표현을 쓰지 않는다.
영국의 네 구성국을 표로 요약하면 다음과 같다.
| 국기 | 이름       | 옛 지위            | 하위 행정구역                 |
| ---- | ---------- | ------------------ | ----------------------------- |
|      | 잉글랜드   | 왕국(Kingdom)      | 지역 도시주와 비도시주 전례주 |
|      | 스코틀랜드 | 왕국(Kingdom)      | 의회 구역 주지사 구역         |
|      | 웨일스     | 공국(Principality) | 단일 행정구 주지사 구역       |
| 1    | 북아일랜드 | 지방(Province)     | 주 구                         |
1. 현재는 공식 국기가 아니다. 북아일랜드의 국기 문제 참조.

### 하위 행정구역
다음은 영국에서 사용되는 모든 행정구역 체계이다. 국가 그 자체인 영국부터 최하위 행정구역 단위인 사목구에 이르기까지의 하위 행정구역 체계를 각 단위별로 정리했다.
| 국가        | 영국[법]                              | 영국[법]                              | 영국[법]                              | 영국[법]                              | 영국[법]                              | 영국[법]                              | 영국[법]        | 영국[법]       | 영국[법]       |
| 구성국      | 잉글랜드                              | 잉글랜드                              | 잉글랜드                              | 잉글랜드                              | 잉글랜드                              | 잉글랜드                              | 웨일스[법]      | 스코틀랜드[법] | 북아일랜드[법] |
| 당국 단위   | 그레이터런던 당국·통합 당국[의]·그 외 | 그레이터런던 당국·통합 당국[의]·그 외 | 그레이터런던 당국·통합 당국[의]·그 외 | 그레이터런던 당국·통합 당국[의]·그 외 | 그레이터런던 당국·통합 당국[의]·그 외 | 그레이터런던 당국·통합 당국[의]·그 외 | 웨일스[법]      | 스코틀랜드[법] | 북아일랜드[법] |
| 주지사 단위 | 전례주                                | 전례주                                | 전례주                                | 전례주                                | 전례주                                | 전례주                                | 보호주          | 주지사 구역    | 주지사 구역    |
| 주급 단위   | 비도시주                              | 비도시주                              | 도시주                                | (주급 지위)                           | (주급 지위)                           | (주급 지위)                           | 보호주          | 주지사 구역    | 주지사 구역    |
| 주의회 단위 | 주의회 관할구역[의]                   | 단일 자치구[의][단]                   | (없음)                                | (없음)                                | 시티 오브 런던[의]                    | 실리 제도[의]                         | 단일 자치구[의] | 의회구역[의]   | 구[의]         |
| 자치구 단위 | 비도시 자치구[시][의]                 | 단일 자치구[의][단]                   | 도시 자치구[시][의]                   | 런던 자치구[의]                       | 시티 오브 런던[의]                    | 실리 제도[의]                         | 단일 자치구[의] | 의회구역[의]   | 구[의]         |
| 사목구 단위 | 시빌 패리시[의]                       | 시빌 패리시[의]                       | 시빌 패리시[의]                       | 시빌 패리시[의]                       | 워드                                  | 시 패리시                             | 커뮤니티        | 커뮤니티       | 시빌 패리시    |

범례
[시] 도시, 자치구, 왕립구와 같은 지위를 부여받는다.
[의] 자체 지역의회가 설치되어 있다.
[법] 자체 입법부가 설치되어 있다.
추가로, 웨일스의 커뮤니티는 자체 지역의회를 설정할 수 있는 권한이 주어져 있지만, 실제로 설정되지 않은 지역도 존재한다. 실리 제도는 별개의 주도, 콘월주의 일부도 아닌 그 자체의 단일 행정구역 취급을 받으며, 다만 본토의 여느 주와 같은 권한을 지니고 있다. 잉글랜드의 시빌 패리시는 도시에서 행정리에 이르기까지 다양한 지위로 취급되며, 잉글랜드 전역에 설치되어 있진 않다. 마지막으로 단일 자치구란 하나의 자치구로 이뤄진 주의회 관할구역을 부르는 말로, 단일자치구의 의회는 주나 구 단위의 지역의회와 동급으로 취급된다.

## 잉글랜드의 행정 구역
잉글랜드는 9개의 지역(region)으로 나뉘어 있다. 각 지역은 다시 여러 주(county)로 나뉜다.

## 스코틀랜드의 행정 구역
스코틀랜드는 32개 의회 구역(council area)으로 나뉜다.

## 웨일스의 행정 구역
웨일스는 22개 단일 행정구(unitary authority)로 나뉜다.

## 북아일랜드의 행정 구역
북아일랜드는 26개 구(district)로 나뉜다.

## 같이 보기
- 영국의 주
- 영국의 해외 영토
- 왕실령